# El Mirador, Singuilucan
El Mirador är en ort i Mexiko.   Den ligger i kommunen Singuilucan och delstaten Hidalgo, i den sydöstra delen av landet, 90 km nordost om huvudstaden Mexico City. El Mirador ligger 2 587 meter över havet och antalet invånare är 283.
Terrängen runt El Mirador är kuperad åt nordost, men åt sydväst är den platt. Runt El Mirador är det ganska glesbefolkat, med 39 invånare per kvadratkilometer. Närmaste större samhälle är Tulancingo, 18,5 km öster om El Mirador. Trakten runt El Mirador består till största delen av jordbruksmark.